# Jeff Goldblum
Jeffrey Lynn „Jeff” Goldblum (ur. 22 października 1952 w Pittsburghu) – amerykański aktor, reżyser i producent filmowy, muzyk.
14 czerwca 2018 otrzymał własną gwiazdę w Alei Gwiazd w Los Angeles znajdującą się przy 6656 Hollywood Boulevard.

## Życiorys

### Wczesne lata
Urodził się w Pittsburghu, na przedmieściu Whitaker, w rodzinie ortodoksyjnych żydów, jako jedno z czterech dzieci Shirley (z domu Temeles; 1926-2012), moderatorki radiowej, zajmującej się także sprzedażą wyposażenia kuchennego, i Harolda L. Goldbluma, lekarza. Jego ojciec był pochodzenia rosyjsko-żydowskiego, a matka była austriacko-żydowskiego. W dzieciństwie wyznawał judaizm ortodoksyjny i przeszedł bar micwę. Wychowywał się z siostrą Pamelą i starszymi braćmi – Lee Jayem (1954–2000) i Rickiem (ur. 1948, zm. 1971 w wieku 23 lat). Jego dziadek Joseph Povartzik pochodził z Rosji.
Uczęszczał do Taylor Allderdice High School w Pittsburghu. Po ukończeniu Carnegie Mellon University w Pittsburghu, mając siedemnaście lat, przeprowadził się do Nowego Jorku, gdzie studiował aktorstwo w renomowanej szkole Neighborhood Playhouse pod kierunkiem Sanforda Meisnera.

### Kariera
W wieku dziewiętnastu lat występował na jednej z off-broadwayowskich scen w spektaklu Williama Szekspira Dwaj panowie z Werony (1971-73). Jego pasją stała się muzyka jazzowa. Został wokalistą jazzowym grającym na pianinie. W filmie zadebiutował niewielką rolą przestępcy w dramacie sensacyjnym Życzenie śmierci (Death Wish, 1974) u boku Charlesa Bronsona. Grał potem w dramacie muzycznym Roberta Altmana Nashville (1975), melodramacie komediowym Następny przystanek Greenwich Village (Next Stop Greenwich Village, 1976), komedii Woody’ego Allena Annie Hall (1977), komedii muzycznej Dzięki Bogu już piątek (Thank God It’s Friday, 1978) z Donną Summer, błyskotliwej psychodramie filmowej – opowieści o rozczarowaniach kontestatorów i zagubionych byłych buntowników z końca lat 60. Wielki chłód (The Big Chill, 1983) z udziałem Glenn Close, Toma Berengera i Kevina Kline, przygodowej komedii romantycznej sci-fi Przygody Buckaroo Banzai. Przez ósmy wymiar (The Adventures of Buckaroo Banzai Across the 8th Dimension, 1984) z Peterem Wellerem, dramacie sensacyjnym Ucieczka w noc (Into the Night, 1985) z Michelle Pfeiffer oraz westernie Silverado (1985).
Do lepszych ról zalicza się uhonorowana nagrodą Saturna postać szalonego naukowca, który pada ofiarą własnego eksperymentu teleportacyjnego i ulega straszliwej transformacji w monstrum w filmie Davida Cronenberga Mucha (The Fly, 1986). Wysoki (194 cm wzrostu), szczupły, z wytrzeszczem oczu i ostrymi rysami twarzy, ujawnił swój ogromny talent komiczny w komediach – Roberta Altmana Poza terapią (Beyond Therapy, 1987) w roli poszukiwacza miłości z pomocą odpowiednich psychiatrów i Wysoki facet (The Tall Guy, 1989) z Emmą Thompson jako bezrobotny aktor. Za kreację magicznego i cynicznego psychopaty, który okazuje się być szatanem w thrillerze Pan Frost (Mister Frost, 1990) otrzymał hiszpańską nagrodę na festiwalu filmowym w Sitges (Katalonia).
Rola prawnika i dilera narkotykowego Davida Jasona w Podwójny kamuflaż (Deep Cover, 1992) był nominowany do Independent Spirit Awards w kategorii najlepsza drugoplanowa rola męska. Po roli ekscentrycznego matematyka, doktora Iana Malcolma, w thrillerze sensacyjnym sci-fi Stevena Spielberga Park Jurajski (Jurassic Park, 1993) i sequelu Zaginiony Świat: Park Jurajski (The Lost World: Jurassic Park, 1997) oraz kreacji odkrywcy planów kosmitów w thrillerze Rolanda Emmericha Dzień niepodległości (Independence Day, 1996), stał się jednym z najbardziej rozpoznawalnych aktorów Hollywoodu. Starannie wybierał propozycje. Za reżyserię krótkometrażowej 36-minutowej komedii Najlepsza noc (Little Surprises, 1995) zdobył nominację do nagrody Oscara. Zasiadał w jury konkursu głównego na 52. MFF w Cannes (1999).
W 2005 był nominowany do nagrody Emmy za gościnny występ w sitcomie NBC Will & Grace.
Jeff zajmuje się także dubbingiem. Użyczył swojego głosu m.in. Aaronowi w biblijnym filmie animowanym Książę Egiptu (The Prince of Egypt, 1998).
Brał udział w reklamach Apple Inc. (1998, 2000, 2003), Toyoty (2003) i Holsten Pils lager. W czerwcu 2022 wziął udział w kampanii reklamowej Prada Men’s Fall.

## Życie prywatne
Był trzykrotnie żonaty: z Patricią Gaul (od 4 lipca 1980 do 1986), Geeną Davis (od 1 listopada 1987 do 17 października 1990) i Emilie Livingston (od 8 listopada 2014), z którą ma dwóch synów. Spotykał się z Laurą Dern (1992–1997), Kristin Davis (2002) i Catherine Wreford (2005–2006).

## Filmografia

### Jako aktor
- Życzenie śmierci (1974, Death Wish) jako jeden z przestępców
- Kalifornijski poker (1974, California Split) jako Lloyd Harris
- Nashville (1975) jako Tricycle Man
- Starsky i Hutch (1977, Starsky & Hutch) jako Harry Markham (gościnnie)
- Special Delivery (1976) jako Snake
- Następny przystanek Greenwich Village (1976, Next Stop, Greenwich Village) jako Clyde Baxter
- Bractwo strażników ciemności (1977, The Sentinel) jako Jack
- Między wersami (1977, Between the Lines) jako Max
- Annie Hall (1977)
- Zapamiętaj moje imię (1978, Remember My Name) jako pan Nudd
- Dzięki Bogu już piątek (1978, Thank God It’s Friday) jako Tony Di Marco
- Inwazja łowców ciał (1978, Invasion of the Body Snatchers) jako Jack Bellicec
- Tenspeed and Brown Shoe (1980) jako Lionel Whitney
- Legend of Sleepy Hollow (1980) jako Ichabod Crane
- Próg (1981, Threshold) jako Aldo Gehring
- Rehearsal for Murder (1982) jako Leo Gibbs
- Pierwszy krok w kosmos (1983, The Right Stuff) jako rekrut
- Wielki chłód (1983, The Big Chill) jako Michael
- Przygody Buckaroo Banzai. Przez ósmy wymiar (1984, The Adventures of Buckaroo Banzai Across the 8th Dimension) jako New Jersey
- Silverado (1985) jako Slick
- Transylvania 6-5000 (1985) jako Jack Harrison
- The Ray Bradbury Theatre (1986-1992) jako Cogswell
- Ucieczka w noc (1985, Into the Night) jako Ed Okin
- Mucha (1986, The Fly) jako Seth Brundle
- Life Story. The Race for the Double Helix (1987) jako Jim Watson
- Poza terapią (1987, Beyond Therapy) jako Bruce
- Ziemskie dziewczyny są łatwe (1988, Earth Girls Are Easy) jako Mac
- Wibracje (1988, Vibes) jako Nick Deezy
- The Tall Guy (1989) jako Dexter King
- Podwójna obsesja (1990, Sueno del mono loco, El) jako Dan Gillis
- Wrobieni (1990, Framed) jako Wiley
- Pan Frost (1990, Mister Frost) jako pan Frost
- Przysługa, zegarek i bardzo duża ryba (1991, The Favour, the Watch and the Very Big Fish) jako Pianista
- Zastrzelić Elizabeth (1992, Shooting Elizabeth) jako Howard pigeon
- Podwójny kamuflaż (1992, Deep Cover) jako David Jason
- Ojcowie i synowie (1992, Fathers & Sons) jako Max
- Trąbka Clifforda Browna (1993, Lush Life) jako Al Gorky
- Park Jurajski (1993, Jurassic Park) jako dr Ian Malcolm (matematyk)
- Zagadka Powdera (1995, Powder) jako Donald Ripley
- Dziewięć miesięcy (1995, Nine Months) jako Sean Fletcher
- Kryjówka diabła (1995, Hideaway) jako Hatch Harrison
- Wielka biała pięść (1996, The Great White Hype) jako Mitchell Kane
- Mad Dog Time (1996) jako Mickey Holliday
- Dzień Niepodległości (1996, Independence Day) jako David Levinson
- Zaginiony Świat: Park Jurajski (1997, Jurassic Park: Lost World) jako dr Ian Malcolm
- Cudotwórca (1998, Holy Man) jako Ricky Hayman
- Książę Egiptu (1998, The Prince of Egypt) jako Aaron
- Podwójne życie (2000, Auggie Rose) jako John C. Nolan
- Jeden z hollywoodzkiej dziesiątki (2000, One of the Hollywood Ten) jako Herbert Biberman
- When Dinosaurs Ruled: At the Ends of the Earth (2000) jako narrator
- Łańcuch szczęścia (2000, Chain of Fools) jako Avnet
- Perfume (2001)
- Psy i koty (2001, Cats & Dogs) jako profesor Brody
- Ucieczka od życia (2002, Igby Goes Down) jako D.H. Baines
- Crank Yankers (2002) jako profesor Fermstein
- Legend of the Lost Tribe (2002) jako Biały Królik
- Projekt Jelcyn (2003, Spinning Boris) jako George Gorton
- Wojenne opowieści (2003, War Stories) jako Ben Dansmore
- Dallas (2003) jako Bob
- Podwodne życie ze Steve’em Zissou (2004, The Life Aquatic with Steve Zissou) jako Alistair Hennessey
- Man of the Year (2006)
- Mini’s First Time (2006)
- Fay Grim (2006)
- Raines (2006)
- Dzień dobry TV (2010, Morning Glory) jako Jerry Barnes
- Glee (2012) jako Hiram Berry
- Grand Budapest Hotel (2014) jako Vilmos Kovacs
- Dzień Niepodległości: Odrodzenie (2016) jako David Levinson
- Thor: Ragnarok (2017) jako Arcymistrz
- Jurassic World: Upadłe królestwo (2018) jako dr Ian Malcolm

### Jako producent
- 2005: Untitled Jeff Goldblum Project

### Jako reżyser
- 1995: Little Surprises